# データブック オブ・ザ・ワールド
データブック オブ・ザ・ワールドは、二宮書店が発行する世界各国・地域の要覧および統計書である。

## 概要
1989年に初版（Vol.1）が発行され、それ以降毎年発行され続けている。「世界各国要覧と最新統計」をうたい、「世界のすべての独立国の自然・人口・産業・政治・経済・民族・文化など，あらゆる分野の情報を，信頼できる最新資料をもとに精選掲載した統計資料」と紹介されている。
分野別の統計を示した統計資料編と、世界各国の略史や現況、経済の状況などを示した世界各国編の2部構成である。巻頭や巻末には世界地図なども掲載されている。
地理学習の定番の統計書として多くの高等学校で採用されているほか、大学入試の出題元として使われている。
2020年1月には入門解説書として『データが読めると世界はこんなにおもしろい データブック オブ・ザ・ワールド入門』が発行された。